# Hajiabad-e Zarin
Hajiabad-e Zarin (persiska: حاجی‌آباد زرین), eller bara Hajiabad (حاجی‌آباد), är en by i Iran. Den ligger i provinsen Yazd, i den centrala delen av landet, 990 meter över havet.